# Heinz Woezel

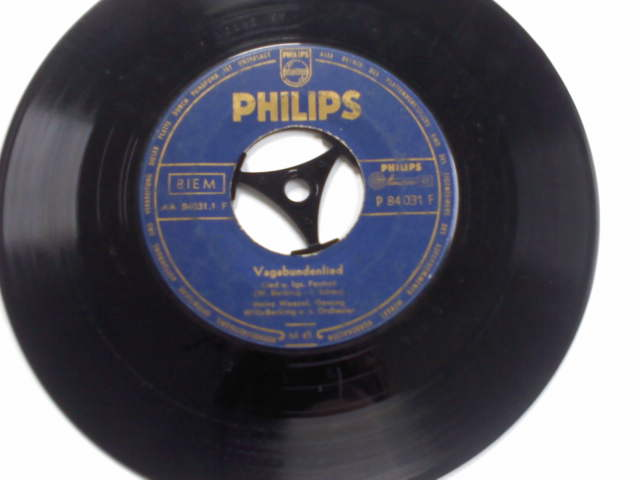
Erfolgssingle 1955: Das Vagabundenlied

Heinz Woezel (* 23. März 1914; † 26. April 1985) war ein deutscher Sänger, Komponist und Produktionsleiter der Philips.

## Leben
Heinz Woezel konnte in den 1950er Jahren mit  Liedern, unter anderem mit Bei mir zu Haus oder mit dem Vagabundenlied, Erfolge verbuchen. Ihm werden als Texter und Komponist über 250 Titel zugeschrieben. Einen großen Erfolg hatte er 1953 mit dem Schlager „Anneliese“.  Neben seiner Karriere als Sänger, Komponist und Texter wurde er Produktionsleiter des Labels Philips. Mit Friedel Hensch und den Cyprys, Dorle Rath oder Gretl Perelli veröffentlichte er verschiedene Lieder. Begleitet wurde sein Gesang in den meisten Fällen von Willy Berking oder Sigi Stenford. Ab den 1961 lebte er in der Cala Blava auf Mallorca.
Heinz Woezel starb 1985 in Wiesbaden.

## Diskografie (Auswahl)
Singleveröffentlichungen (A/B-Seite)
- 1947: Gib’ mir ’nen Kuss[3]/B-Seite Du wärst für mich beinah das große Glück gewesen
- 1949: Oh lala (Dorle Rath)/O donna Juanita (Dorle Rath und Heinz Woezel, Orchester Benny de Weille)
- 1950: Sampa-Express (Eine Schlagerfolge im Samba-Rhythmus): 1. Teil (Friedel Hensch und die Cyprys)/2. Teil (Heinz Woezel / Friedel Hensch und die Cyprys)
- 1950: Alma aus Linden (mit Friedel Hensch und den Cyprys)
- 1950: Die Blonde rechts – die Schwarze links (Friedel Hensch und die Cyprys)/ Opapa(In ganz Europa) (Heinz Woezel mit Friedel Hensch und den Cyprys, Orchester Benny de Weille)
- 1950: Eine Sommernacht mit dir allein, Luise (Friedel Hensch und die Cyprys)/ Alles für die Firma (Heinz Woezel mit Friedel Hensch und den Cyprys, Orchester Benny de Weile)
- 1950: Am Lagerfeuer (mit Friedel Hensch und den Cyprys)
- 1950: Schlag auf Schlag (Beliebte Tanzlieder) in zwei Teilen, 1. Teil mit Fred Weyrich, Friedel Hensch und den Cyprys, 2. Teil ohne Friedel Hensch und den Cyprys
- 1950: Lulu-Charlott (Friedel Hensch und die Cyprys)/ Dankeschön, Dankeschön, ich hab’ schon genug (Heinz Woezel mit Friedel Hensch und den Cyprys)
- 1951: Du hast so wunderschöne, blaue Augen/Peter-Tango (mit den Quintons, Orchester Willy Berking)
- 1952: Bei mir zu Haus/Drunten beim alten Kirchturm (mit Gretl Perelli)
- 1953: Anneliese/Bella Musica (Orchester Sigi Stenford)
- 1954: Vagabundenlied/ Ich hab’ heute Nacht eine große Dummheit gemacht[4]

## Kompositionen (Auswahl)
- 1947: Gib’ mir ’nen Kuss; (mit Karl-Heinz Loges)
- 1947: Du wärst für mich beinah das große Glück gewesen
- 1949: Von den blauen Bergen kommen wir (She’ll Be Coming ’Round the Mountain); (deutscher Text); gesungen von Goldy und Peter de Vries
- 1951: Lago Maggiore (mit Benny de Weille); gesungen von Rudi Schuricke[5]
- 1953: Heut’ ist ein Feiertag für mich (mit Lothar Olias); gesungen von Maria Mucke